# Janusz Janowski
Janusz Janowski (ur. 9 września 1965 w Połczynie-Zdroju) – polski malarz, doktor nauk humanistycznych, teoretyk sztuki, działacz artystyczny, perkusista jazzowy. 
W latach 2022–2023 pełnił funkcję dyrektora Zachęty Narodowej Galerii Sztuki.

## Życiorys
Absolwent Liceum Plastycznego w Gdyni i Akademii Sztuk Pięknych w Gdańsku. Dyplom na Wydziale Malarstwa w pracowni Macieja Świeszewskiego otrzymał w 1994. W 2015 został na Uniwersytecie Mikołaja Kopernika w Toruniu doktorem nauk humanistycznych w dziedzinie nauk o sztuce na podstawie pracy Kapiści wobec tradycji łacińskiej (promotor – Jerzy Malinowski).
W latach 2006–2014 prezes Okręgu Gdańskiego Związku Polskich Artystów Plastyków (ZPAP), a w latach 2014–2022 prezes ZPAP. Od 2015 członek Rady Organizacji Pozarządowych przy Ministrze Kultury i Dziedzictwa Narodowego. W latach 2016–2022 redaktor naczelny „ArsForum” – kwartalnika artystycznego wydawanego przez ZPAP. Od 2017 do 2019 współprowadził program Republika Sztuki emitowany w Telewizji Republika. Od 2020 był doradcą dyrektora Muzeum II Wojny Światowej w Gdańsku. W grudniu 2021 został powołany przez Ministra Kultury i Dziedzictwa Narodowego Piotra Glińskiego na stanowisko dyrektora Zachęty. W grudniu 2023 odwołany z tego stanowiska przez Ministra Kultury i Dziedzictwa Narodowego Bartłomieja Sienkiewicza.
Współorganizator serii corocznych wystaw pod hasłem Ocalić od zapomnienia, prezentujących dokonania artystyczne nieżyjących malarzy z Pomorza. Przewodniczący kapituły i jeden z pomysłodawców obecnego charakteru Nagrody im. Kazimierza Ostrowskiego. Kurator wielu wystaw malarstwa, rzeźby i fotografii artystów z Polski i zagranicy w gdańskiej Galerii ZPAP.
Wszedł w skład komitetu wspierającego kandydaturę Karola Nawrockiego na prezydenta RP w wyborach w 2025.

## Wystawy
- 1991 – SCK, Starogard Gdański
- 1992 – CAS, Połczyn-Zdrój
- 1993 – Forum, Norderstedt
- 1994 – Hamburg
- 1996 – Centrum Sztuki Galeria EL, Elbląg
- 1997 – CAS, Połczyn–Zdrój
- 2001 – Człowiek u progu XXI wieku – PGS, Sopot
- 2002 – Galeria ZPAP, Gdańsk
- 2004 – Galeria ZPAP, Toruń
- 2005 – Galeria ZPAP, Gdańsk
- 2006 – Artyści polscy Papieżowi Janowi Pawłowi II – Instytut Wzornictwa Przemysłowego, Warszawa
- 2006 – Delegaci ZPAP 2006 – Galeria DAP–ZPAP, Warszawa
- 2007 – Spadkobiercy Rembrandta – Wystawa prac artystów z Holandii, Niemiec i Polski, Muzeum im. ks. dr Władysława Łęgi, Grudziądz; Muzeum w Kwidzynie, Oddział Muzeum Zamkowego w Malborku; Centrum Sztuki Galeria EL, Elbląg
- 2007 – Rembrandts erven erben – Rathaus Wardenburg, Wardenburg, Niemcy
- 2009 – Sakrum, Bazylika Mariacka, Gdańsk
- 2011 – Wystawa 100-lecia, PGS, Sopot
- 2011 – SCK, Starogard Gdański
- 2011 – W drodze II, Galeria Yesterday Cafe, Gdańsk
- 2011 – Teraz sztuka – Art now!, Parlament Europejski, Bruksela
- 2011 – Janina Karczewska-Konieczna i Jej uczniowie, Dom Angielski, Gdańsk
- 2011 – II Wystawa Stulecia, Gdański Park Naukowo–Technologiczny, Gdańsk
- 2011 – Art meeting, Galeria Panorama Dwór w Tomaszowicach, Tomaszowice
- 2011 – Centrum Wystawienniczo-Regionalne Dolnej Wisły Fabryka Sztuk, Tczew
- 2012 – W związku ze związkiem, Gdańsk-Sobieszewo
- 2012 – Nowe otwarcie – 100-lecie ZPAP, Dom Artysty Plastyka, Warszawa
- 2012 – W Drodze, Galeria „A”, Starogard Gdański
- 2013 – W Drodze, Fabryka Sztuki, Tczew
- 2014 – Janina Karczewska-Konieczna i jej uczniowie, GTPS, Gdańsk
- 2014 – W Drodze, Gdański Archipelag Kultury „Wyspa Skarbów”, Gdańsk-Sobieszewo
- 2015 – XV Międzynarodowy Plener w Myczkowcach, Galeria „Kotłownia” Politechniki Krakowskiej, Kraków
- 2016 – Retrospektywa, Państwowa Galeria Sztuki, Sopot

## Publikacje
- J. Janowski, Jakie malarstwo jest nadal możliwe?, „Artluk” 3 (2008), s. 60–61, ISSN 1896-3676.
- J. Janowski, Mieczysław Baryłko, [w:] Mieczysław Baryłko – katalog wystawy z cyklu „Ocalić od zapomnienia”, ZPAP Gdańsk 2007, ISBN 978-83-924166-2-3.
- J. Janowski, Nowi Dawni Mistrzowie – nowe dawne problemy w zrozumieniu malarstwa, „Artluk” 1(2007), s. 70–75, ISSN 1896-3676.
- J. Janowski, Wczesna twórczość Mojżesza Kislinga, [w:] Sztuka lat 1905–1923; malarstwo, rzeźba, grafika, krytyka artystyczna. Materiały z konferencji naukowej, Toruń 2005, s. 50–56; ISBN 83-922006-4-0, ISBN 978-83-922006-4-2.
- J. Janowski, Le Brun Charles, 1619–1690, malarz i dekorator, współtwórca stylu Ludwika XIV, [w:] Encyklopedia Katolicka, Lublin 2004, t. X, kol. 610–611.
- J. Janowski, Józef Pankiewicz wobec „łacińskiej tradycji” malarstwa europejskiego, „Pamiętnik Sztuk Pięknych”, Toruń, Uniwersytet Mikołaja Kopernika 1(2003), s. 9–36, ISSN 1730-0215.
- J. Janowski, Malarz różnorodny. O Maksymilianie Kasprowiczu, „Bliza. Gdyński Kwartalnik Artystyczny”, 1 (2009), s. 147–153.
- J. Janowski, K. Nowosielski, Poza ramami. Rozmowy z artystami, Pelplin 2011 (Wydawnictwo Bernardinum) ISBN 978-83-7823-011-3.
- J. Janowski, Sztuka a polityka. Kilka uwag na marginesie, [w:] „ArsForum”, 2/2017, ISSN 2544-3259.
- J. Janowski, Emulacja, układ ikonograficzny i konfesja, [w:] „ArsForum”, 3/2018, ISSN 2544-3259.

## Dyskografia
1998 – European Sextett „Suita Europejska”, Niemcy